# Chondrina multidentata
Chondrina multidentata is een slakkensoort uit de familie van de Chondrinidae. De wetenschappelijke naam van de soort is voor het eerst geldig gepubliceerd in 1851 door Strobel.